# Jedrska elektrarna Zwentendorf
Jedrska elektrarna Zwentendorf stoji v kraju Zwentendorf an der Donau v Spodnji Avstriji, nekaj deset kilometrov severozahodno od Dunaja. Gradnja elektrarne je sprožila gibanje nasprotnikov jedrske energije in tudi v vladajoči koaliciji stališče do te teme ni bilo enotno, zato je bil tik pred vklopom izveden splošni referendum o miroljubni rabi jedrske energije s posebno omembo Zwentendorfa. Na njem so volivci s tesno večino zavrnili resolucijo Državnega zbora in že končana elektrarna ni bila nikoli zagnana.
Že nameščene gorivne palice in nekatere druge elemente so upravljavci prodali združljivim jedrskim elektrarnam v Nemčiji. Opuščeni kompleks je leta 2005 odkupila avstrijska energetska družba EVN Group, ki ga med drugim uporablja kot lokacijo za izvajanje varnostnih treningov, pa tudi za turistične obiske in kot filmsko kuliso. Med drugim so tu posneli filme Grand Central, Tag der Wahrheit in Restrisiko.

## Zgodovina
Odločitev za gradnjo je sprejela koalicija pod vodstvom Avstrijske ljudske stranke (ÖVP) in takratnega avstrijskega kanclerja Josefa Klausa. Načrtovan je bil en vrelovodni reaktor druge generacije z zmogljivostjo 692 MW, gradnja pa naj bi stala 5,2 milijarde šilingov.
Gradnja se je pričela leta 1971. To bi bila prva jedrska elektrarna v Avstriji, ki naj bi ji kmalu sledili še dve. V naslednjih nekaj letih pa je v Avstriji vzniknilo množično protijedrsko gibanje, ki je v okoliški regiji spomladi 1975 zbralo 60.000 podpisov pod peticijo proti načrtom. Takratna vlada Socialdemokratske stranke (SPÖ) pod vodstvom kanclerja Bruna Kreiskyja je s podporo industrije, sindikatov in drugih socialnih partnerjev organizirala široko javno razpravo, ki pa ni imela pričakovanega učinka. Hkrati so nasprotovanje izrazile opozicijske stranke vključno z ÖVP. Zato je vlada razpisala referendum, na katerem so volivci 5. novembra 1978 s tesno večino 50,5 % zavrnili zakon o miroljubni rabi jedrske energije v Avstriji.
Kmalu po tistem je Državni zbor na podlagi rezultatov sprejel zakon o prepovedi rabe jedrske energije in elektrarna Zwentendorf, ki je bila že popolnoma končana (vključno z namestitvijo gorivnih palic), ni nikoli pričela obratovati, niti ni bila zgrajena nobena druga. Delničarji so se leta 1985 odločili za likvidacijo podjetja in odprodajo delov. Celoten strošek propadlega projekta je znašal 14 milijard šilingov ali več kot milijardo današnjih evrov.